# テレグディ・カタリン
テレグディ・カタリン（Telegdi Katalin, 1492年 - 1547年）は、ハンガリー貴族の女性。ハンガリー王室の財務長テレグディ・イシュトヴァーンとその妻スロバキアのプレシヴェツの貴族べベック・マルギトの娘。ポーランド王ステファン・バートリの母。バートリ・エルジェーベトの外祖母に当たる。 

## 家族
テレグディは、トランシルヴァニア公（ヴォイヴォダ）ソムリヨ系バートリ家のバートリ・イシュトヴァーン8世と結婚した。イシュトヴァーンとの間に8子に恵まれた。 
- ミクローシュ - 1516年の生存記録が存在する
- カタリン - 1516年の生存記録が存在する
- アンドラーシュ（1563年没） - ポーランド元帥
- ソフィア - ディミトラ・チャーキと結婚
- アンナ - 「血の伯爵夫人」バートリ・エルジェーベトの母
- エルジェーベト - クロアチア貴族ペトロヴィナのペクリ・ラヨシュとハンガリー貴族カーニャフェルドのケレチェーリー・ラースローと結婚
- クリシュトーフ（1530年 - 1581年） - 弟のイシュトヴァーンよりトランシルバニア公位を継承
- イシュトヴァーン（1533年 - 1586年） - トランシルバニア公およびポーランド王、リトアニア大公。